# Strombus alatus
Strombus alatus är en snäckart som beskrevs av Gmelin 1791. Strombus alatus ingår i släktet Strombus och familjen Strombidae. Inga underarter finns listade i Catalogue of Life.

## Bildgalleri

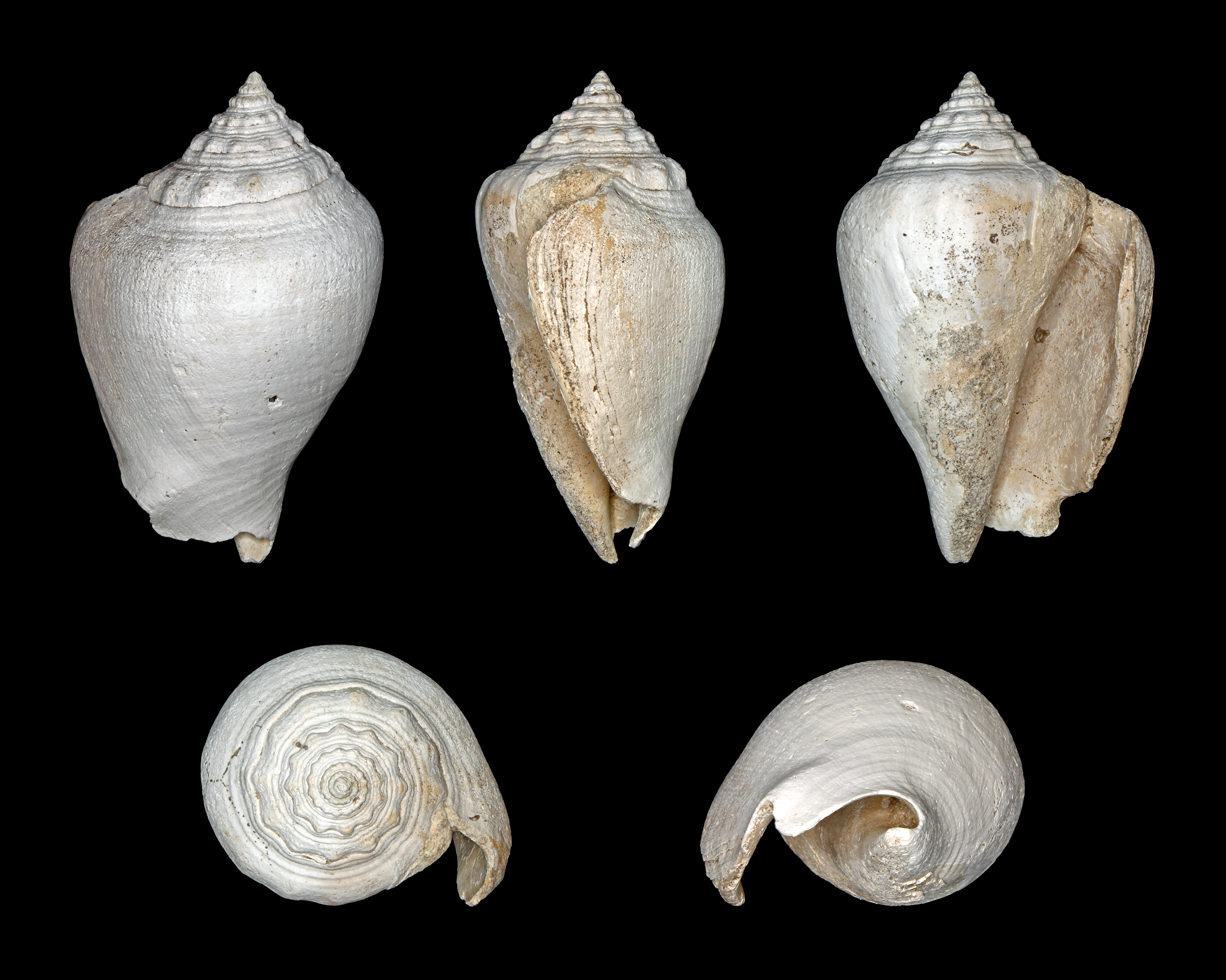
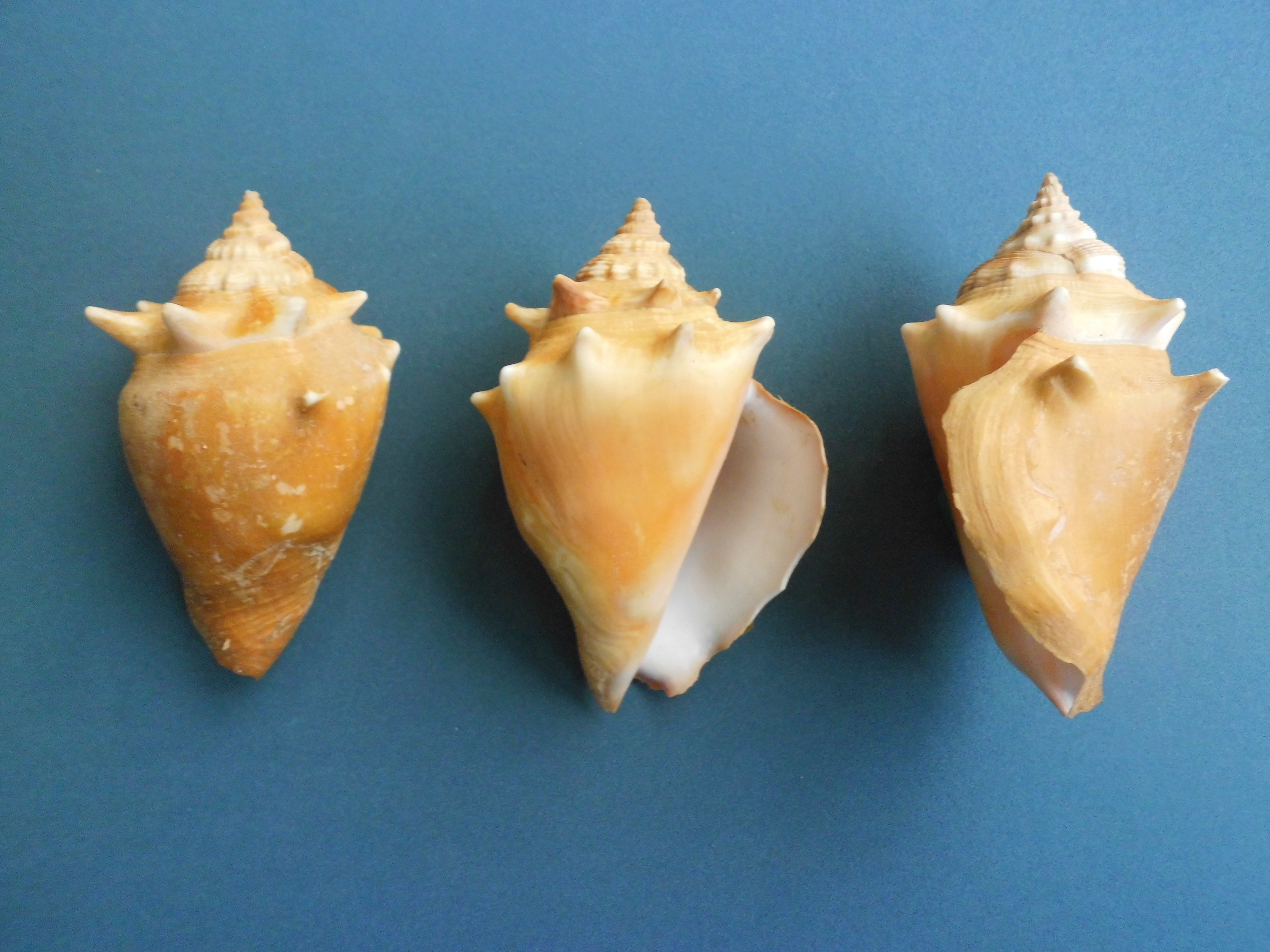